# Hypena subviolacea
Hypena subviolacea là một loài bướm đêm trong họ Erebidae.